# Strumenti della musica popolare della Sardegna

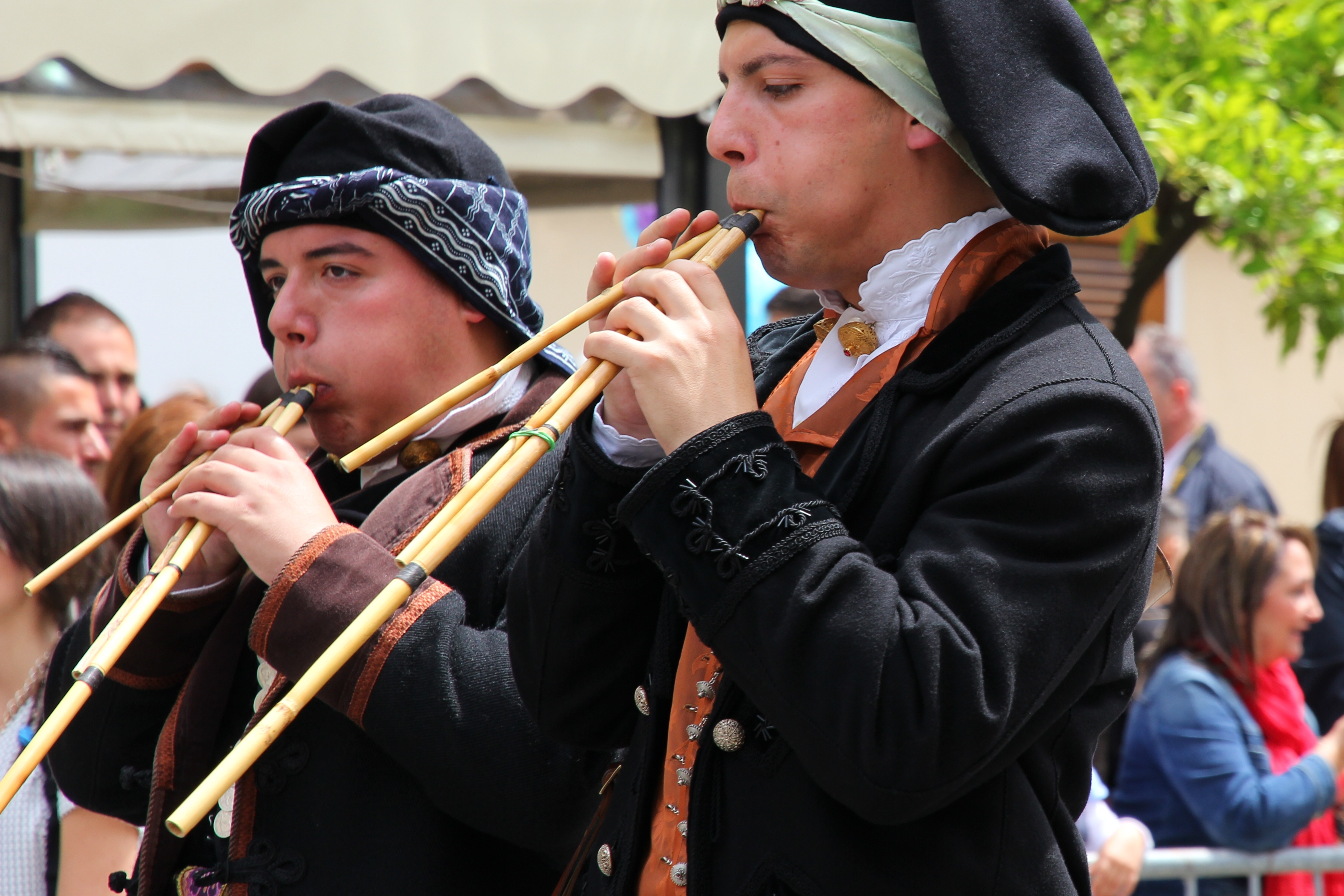
Suonatori di launeddas col costume tradizionale di Selargius

Gli strumenti della musica popolare della Sardegna sono stati oggetto,  soprattutto durante il Novecento, di ampie ed accurate ricerche condotte in particolare da Giulio Fara e Andreas Fridolin Weis Bentzon. Diversi sono anche i contributi pervenuti da altri autorevoli studiosi: da Alberto La Marmora a Vittorio Angius, Joseph Fuos, Heinrich von Maltzan, all'appassionato ricercatore Giovanni Dore che in oltre cinquant'anni di attività raccolse circa cinquecento tra strumenti musicali, oggetti sonori e congegni fonici, oggi in parte conservati nel Museo degli strumenti della musica popolare sarda di Tadasuni (OR).
Gli strumenti sono qui raggruppati in quattro categorie: idiofoni, membranofoni, cordofoni e aerofoni, secondo il sistema di classificazione elaborato da Curt Sachs ed Erich von Hornbostel. 
- Aerofoni (il suono è prodotto dalla vibrazione dell'aria all'interno dello strumento stesso):
  - trumbitta
  - benas
  - launeddas (anche sonus de canna, trubeddas, bisonas, bìdulas, bìtzulas)
  - pipiolu
  - flautu 'e linna (anche piffaru, pipiriolu)
  - flautu 'e canna
  - iskeliu (anche scràmia-betu)
  - chìgula (anche foza 'e lavru, foza de edra)
  - ossu 'e pruna
  - sarmentu
  - càligh 'e muru (anche pinta-pane)
  - corru 'e boe
  - corru marinu (anche conchizzu, sa corra)
  - trunfa (anche zampurra, biurdana, ribelvia)
  - moliette 'e canna (anche trodoledda)
  - muscone
  - frùsciu
  - armonium
  - sonetto a bucca
  - fisarmonica
  - organittu (anche organette, sunettu, so'eddu)

- Idiofoni (il suono è prodotto mediante la vibrazione del corpo stesso dello strumento, senza l'utilizzo di corde o membrane tese):
  - campanas
  - triangulu
  - règulas
  - affuente
  - zucchitas
  - furrianughe
  - mumusu
  - mamuthones
  - campaneddas ladas
  - ischiglittos
  - mommodinu
  - ranas
  - taulittas
  - tabeddas
  - matracca
  - matracca corruda

- Membranofoni (il suono è prodotto dalla vibrazione di una membrana tesa):
  - tumbarinu de cointrozza
  - tumbarinu 'e Gavoi (var.: t. 'e gardone, t. cun criccos)
  - tumbarineddu
  - tedazzeddu
  - mòggiu (anche moizzeddu)
  - trìmpanu  (anche scorriu, moliaghe, òrriu, tunciu, zumbu zumbu)

- Cordofoni (il suono è prodotto dalla vibrazione di una o più corde tese dello strumento stesso):
  - cannada
  - ghitarra
  - serraggia (anche zanzarra, tumborro, buffeta e violinu antigu)

## Galleria d'immagini

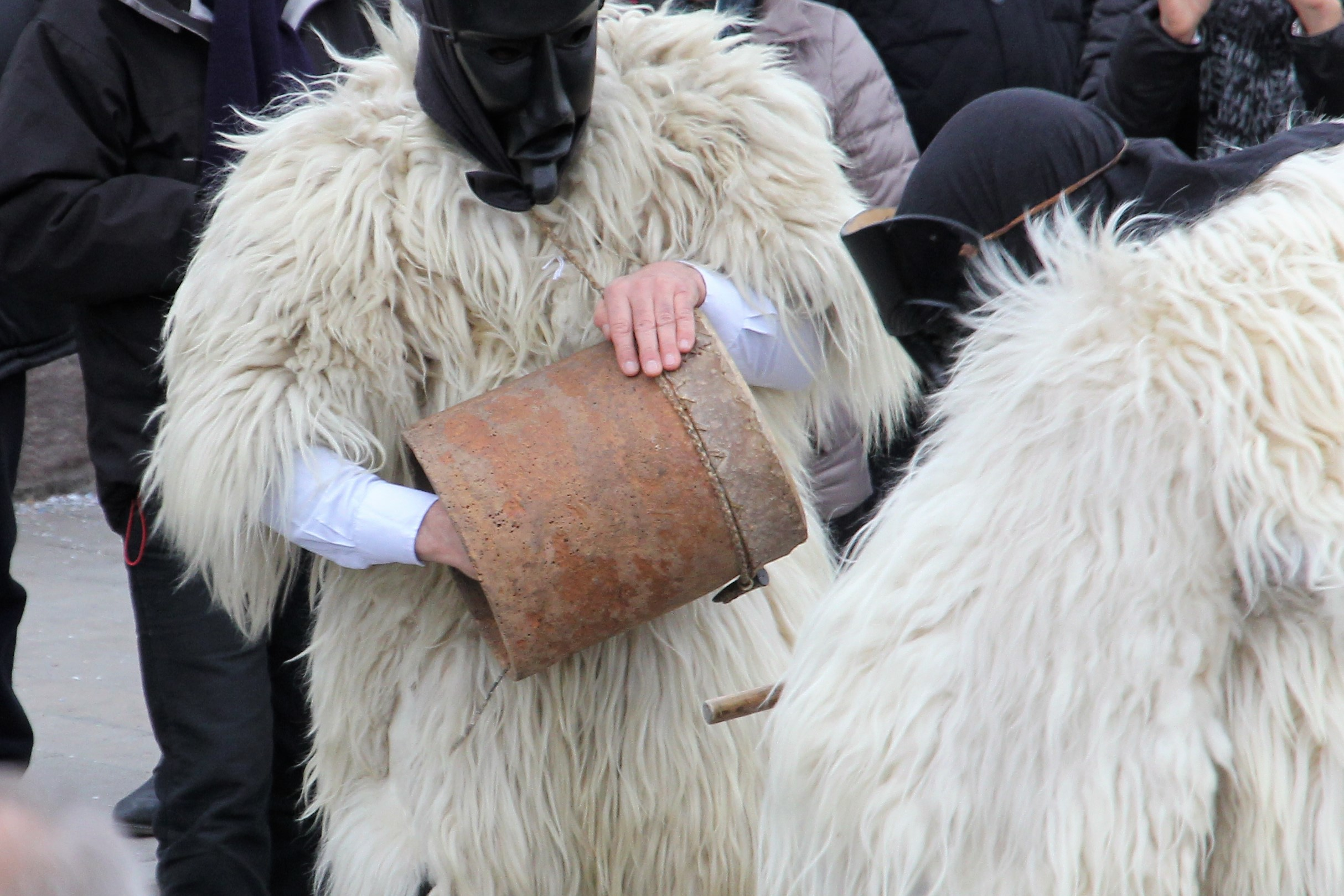
Su trimpanu suonato da un merdules, maschera tradizionale di Ottana
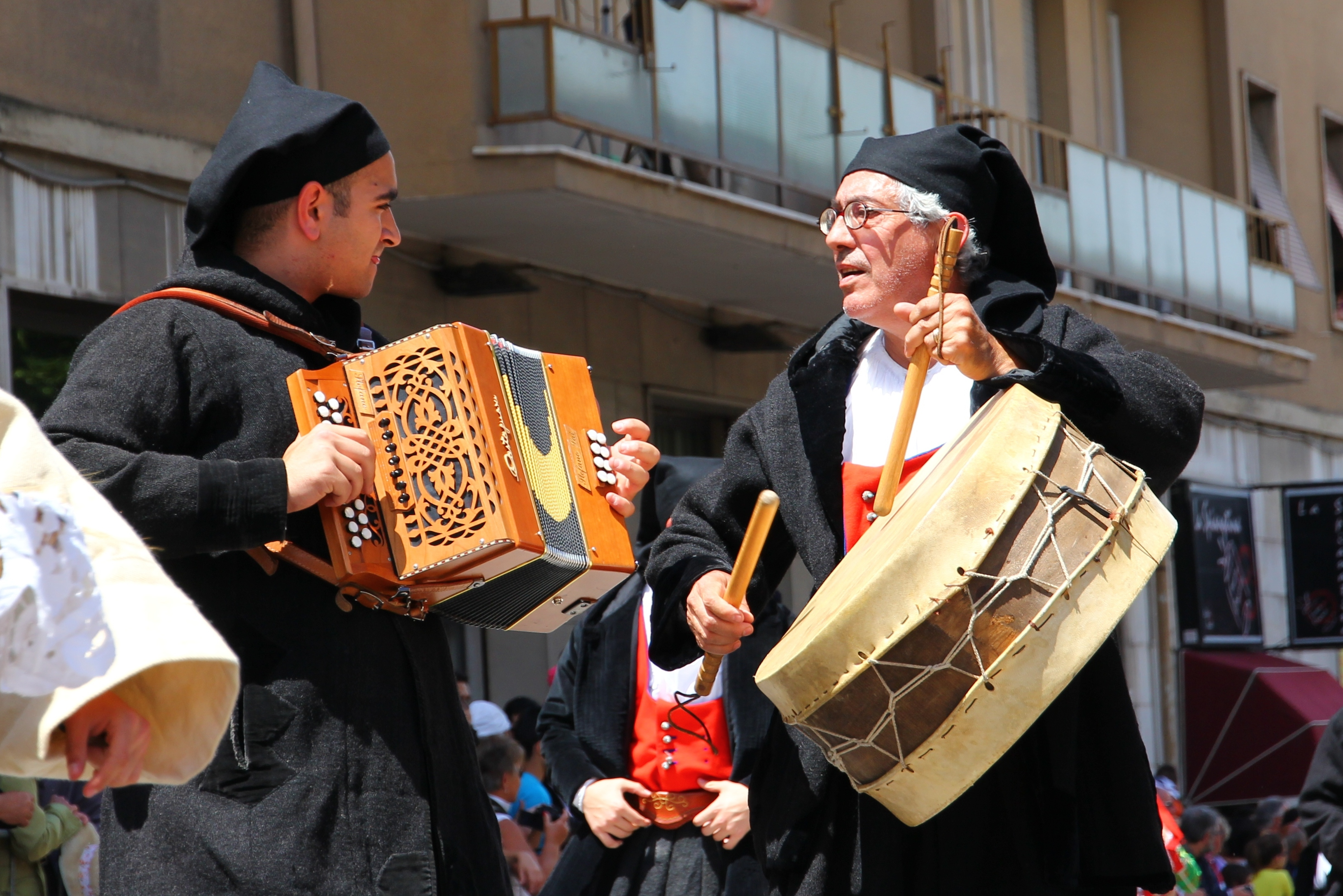
S'organittu e su tumbarinu da Gavoi
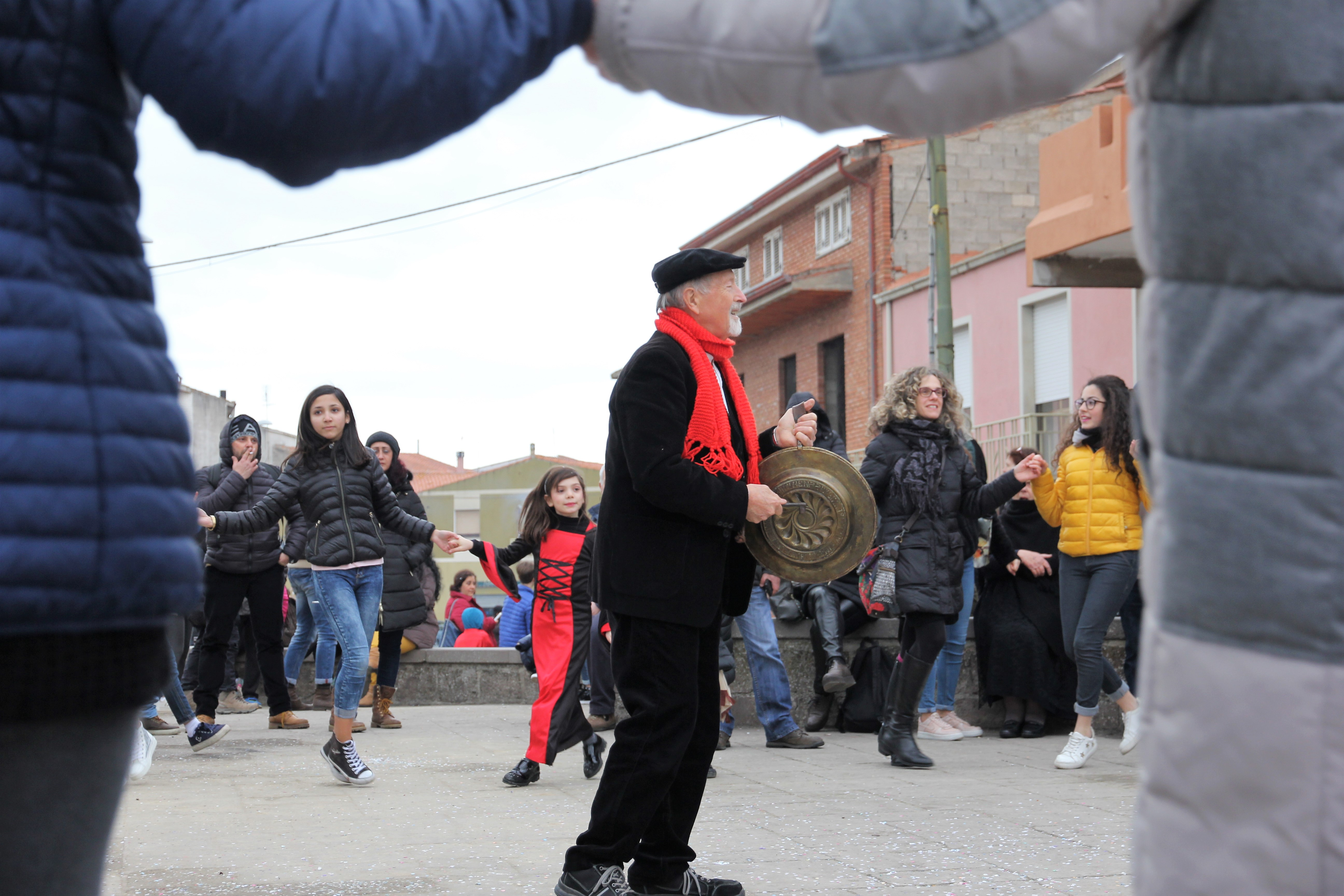
Suonatore di affuente dà il tempo al carnevale di Ottana
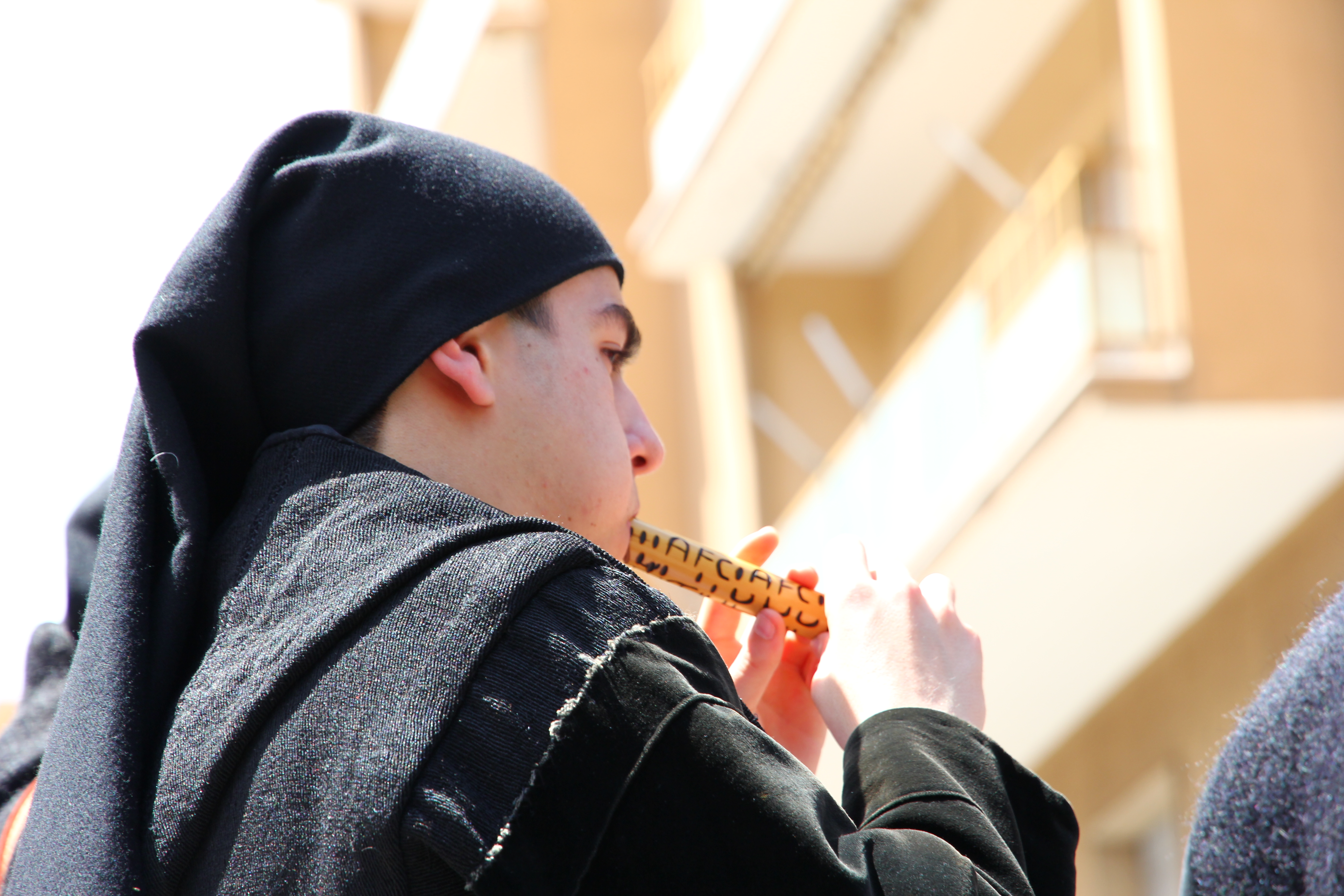
Suonatore di pipiolu alla Cavalcata sarda